# 白南淳
白 南淳（ペク・ナムスン、백남순、1929年3月13日 - 2007年1月3日）は、朝鮮民主主義人民共和国（北朝鮮）の政治家。朝鮮労働党党員。長らく外交関係に従事し、南北交渉を担当。1998年9月から2007年1月に死去するまで外務相を務めた。朝鮮民主主義人民共和国中央銀行総裁を務めた白龍天は三男。

## 経歴
日本統治時代の京畿道水原市（現在は大韓民国）に生まれる。金日成総合大学卒業後、対外文化連絡協会副委員長やポーランド駐在大使を務めたのち、1989年に朝鮮労働党の統一戦線部副部長に就任。その後も、1991年に祖国統一汎民族連合北側本部副議長、1992年に南北高官級会談政治分科委員会委員長などの要職を歴任し、1998年9月5日に外務相に就任。2004年には日本の川口順子外相と会談し、日本人拉致被害者の家族との面会に合意した。
2006年の東南アジア諸国連合地域フォーラムでも会議に出席するかたわら、病気療養を続けていたが、2007年1月3日、在職のまま死去。北朝鮮の最高指導者である金正日から花を贈られている。ただし、姜錫柱（カン・ソクジュ）第一外務次官（のち副首相に昇格）が実質的な外交の責任者であるため、白の死去による北朝鮮の外交政策に対する影響はほとんど無かった。